# Élodie Guégan
Pour les articles homonymes, voir Guégan.
Élodie Guégan, née le 19 décembre 1985 à Plœmeur, est une athlète française, spécialiste du demi-fond. Elle mesure 1,69 m pour 55 kg. Son club est le CIMA Pays d'Auray (Club Intercommunal Morbihannais d'Athlétisme).

## Biographie
Détentrice de multiples titres régionaux et nationaux par équipe et en individuel, Elodie Guégan a brillé au sein du cross country français. À la rentrée 2006, après ses débuts au CIMA, à Auray, elle rejoint l'INSEP où elle trouve une concurrence qui lui permet de progresser. Dès la saison hivernale, elle obtient son premier titre chez les seniors avec le 800 mètres en salle. Pour la saison estivale, elle obtient sa deuxième médaille lors d'un Championnat d'Europe Espoir avec la médaille d'argent à Debrecen, celle-ci s'ajoutant au bronze d'Erfurt en 2005.
Elle suit en outre des études en histoire à l'Université Paris VII - Diderot.
Elle remporte ensuite le 800 mètres des Championnats de France. Cela lui permet d'obtenir sa sélection pour les mondiaux d'Osaka dans le cadre de l’opération « Destination Athlé 2012 ».
Durant l'année 2011, elle quitte le club du CIMA Pays d'Auray pour rejoindre le Lille Métropole Athlétisme. Elle expliquera rester en bons termes avec son club d'enfance mais regretter le manque d'investissement de la ligue de Bretagne.
En 2013, elle quitte la compétition. Un an après, elle devient gendarme en 2014 d'abord dans les ressources humaines puis dans une unité d'élite,.

## Palmarès

### Championnats du monde d'athlétisme
- Championnats du monde 2007 à Osaka ( Japon)
  - éliminée en demi-finale sur 800 m
- Championnats du monde 2009 à Berlin ( Allemagne)
  - éliminée en demi-finale sur 800 m

### Championnats du monde junior d'athlétisme
- Championnats du monde junior d'athlétisme de 2004 à Grosseto ( Italie)
  - 5e sur 800 m

### Championnats d'Europe d'athlétisme espoir
- Championnats d'Europe espoirs d'athlétisme 2005 à Erfurt :
  -  Médaille de bronze du 800 m
- Championnats d'Europe espoirs d'athlétisme 2007 à Debrecen :
  -  Médaille d'argent du 800 m

### autres
- Championne de France du 800 mètres 2007
- Championne de France du 800 mètres en salle 2007
- Qualifiée pour les Jeux olympiques de Pékin sur 800 mètres (1 min 58 s 93[3])

Elle arrive jusqu'à la demi-finale du 800 m aux JO mais doit arrêter sa course à cause d'une blessure (blessure à un tendon) et ne finira donc pas sa course.

## Vie privée
Elle est en couple et à un fils et une fille.